# Picoteux

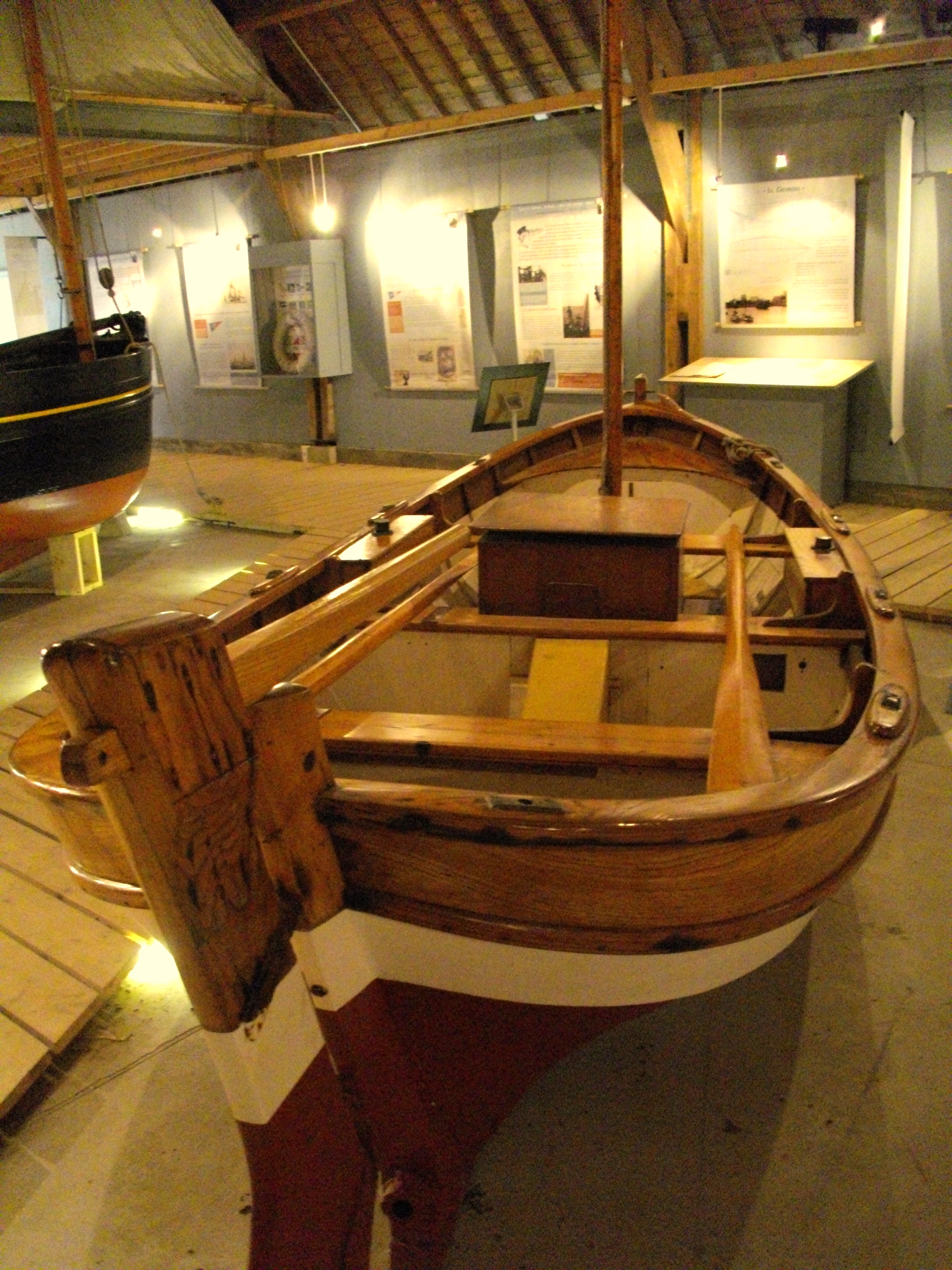
Musée maritime de l'Île Tatihou

Le Picoteux est un petit canot à voiles et rames, à semelle plate renforcée, à larges clins et aux extrémités symétriques, d'environ 5 mètres de long, très fréquent sur les côtes de la Manche jusque dans les années 1960. 

## Description
Il est haut sur l'eau et a nécessairement beaucoup de bau en raison de sa longueur. Il peut servir d'annexe à une chaloupe ou constituer un excellent bateau de pêche côtier. Il doit d'ailleurs son nom à l'une des pêches qu'il pratique, celle du picot ou flondre. Dans ce cas, il embarque deux ou trois pêcheurs et porte deux voiles carrées et un foc. 
Un charpentier-ébéniste, Labrèque, s'est rendu célèbre en fabriquant notamment des picoteux à Courseulles. Il en subsiste encore quelques exemplaires tels le Raymonde Janine, un picoteux de 1938 basé à Caen qui s'est montré à la célébration du centenaire du trois-mâts Duchesse Anne à Dunkerque en 2001.